# Degradacja (wojsko)

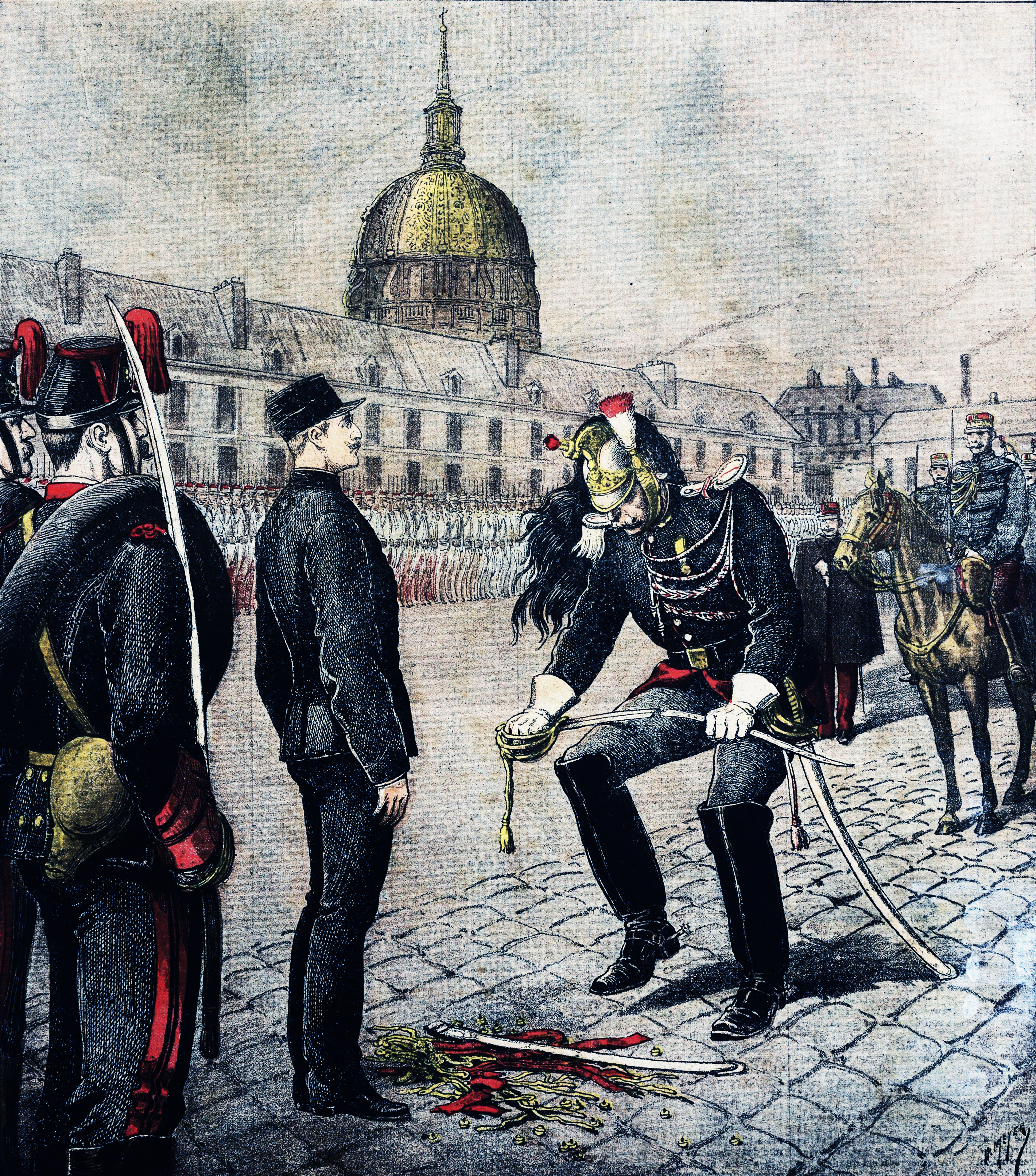
Degradacja Alfreda Dreyfusa, 13 stycznia 1895

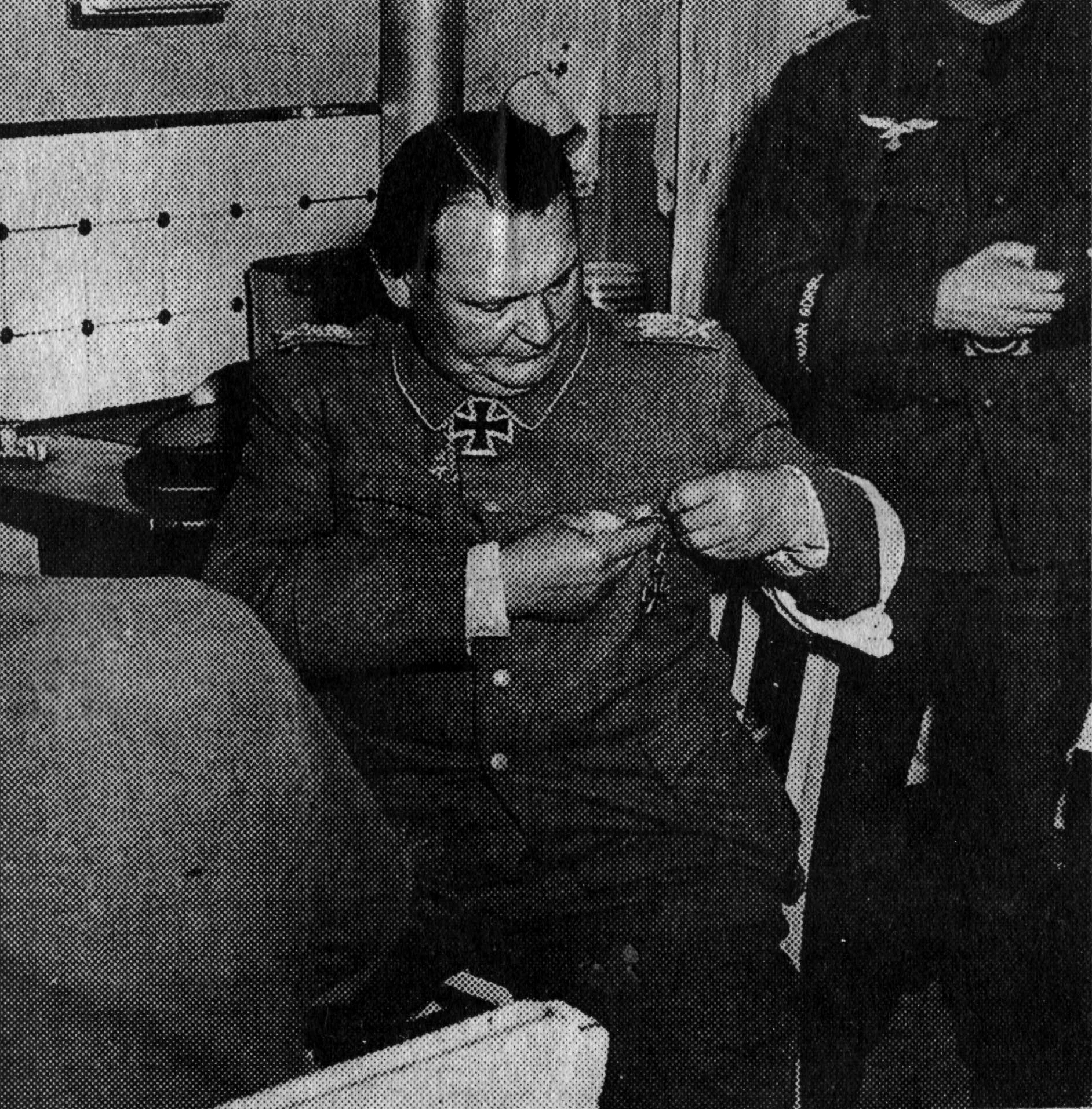
Hermann Göring w więzieniu podczas samodegradacji, 22 maja 1945

Degradacja (łac. degradatio) – w wojsku odebranie dotychczasowego stopnia wojskowego i nadanie stopnia szeregowego. Nie należy mylić ze znacznie łagodniejszym środkiem karnym obniżenia stopnia wojskowego (w k.k. art. 325 – obecnie uchylony) .
Ceremonia degradacyjna znana w paru krajach jako cashiering polega w swym rytuale na złamaniu długiej białej broni przybocznej, zerwaniu guzików i epoletów, strąceniu czapki z głowy degradowanego (po uprzednim zerwaniu z niej emblematów), odznaczeń i innych następczych karach. Niekiedy (zwłaszcza w warunkach wojennych) publiczna ceremonia degradacji poprzedzała wykonanie wyroku śmierci.

## W Polsce
Degradacja to środek karny stosowany wobec żołnierzy, wymieniony w art. 39 pkt 9 Kodeksu karnego.
Zgodnie z treścią art. 43ba § 1 kk degradacja obejmuje utratę posiadanego stopnia wojskowego i powrót do stopnia szeregowego. Paragraf 2 cytowanego artykułu stanowi, że sąd może orzec degradację w razie skazania za przestępstwo 
umyślne, jeżeli rodzaj czynu, sposób i okoliczności jego popełnienia 
pozwalają przyjąć, że sprawca utracił właściwości wymagane do posiadania 
stopnia wojskowego. Art. 43bb kk zawęża krąg podmiotowy. Zgodnie z brzmieniem tego artykułu sąd może orzec degradację tylko wobec osoby, która w chwili popełnienia czynu zabronionego była żołnierzem, żołnierzem rezerwy lub żołnierzem w stanie spoczynku, chociażby przestała nim być w chwili orzekania.
W razie orzeczenia za zbiegające się przestępstwa pozbawienia praw publicznych i degradacji lub wydalenia z zawodowej służby wojskowej sąd orzeka tylko pozbawienie praw publicznych (art. 332 § 1 kk).
W razie orzeczenia za zbiegające się przestępstwa degradacji oraz wydalenia z zawodowej służby wojskowej sąd orzeka tylko degradację (art. 322 § 2 kk).

## Żołnierze zdegradowani
- Isser Be’eri
- Adam Bromberg
- Stefan Dąb-Biernacki
- Alfred Dreyfus  –  w 1894 zdegradowany, w 1906 awansowany do stopnia majora
- Stanisław Dronicz
- Władysław Eminowicz (przywrócono mu rozkazem stopień podpułkownika)
- Henryk Grabowski
- Adam Kaczmarzyk
- Ryszard Kukliński – 1984 zdegradowany, w 1996 przywrócony do stopnia pułkownika
- Grigorij Kulik (zrehabilitowany pośmiertnie przywrócono mu stopień marszałka Związku Radzieckiego)
- Michał Rola-Żymierski (później awansowany do stopnia marszałka Polski)
- Lothar Sieber (pośmiertnie został awansowany do stopnia porucznika (Oberleutnant))
- Władysław Tryszczyło
- Czesław Wawrosz
- Stanisław Zarakowski